# سراجدیخان
سراجدیخان (به لاتین: Sirajdikhan) یک منطقهٔ مسکونی در بنگلادش است که در ناحیه منشی‌گنج واقع شده‌است. سراجدیخان ۱۸۰٫۱۹ کیلومتر مربع مساحت و ۲۲۹٬۰۸۵ نفر جمعیت دارد.